# Rafael Buono
Rafael Buono (nacido y fallecido en Rosario, Santa Fe; 1970) fue un famoso actor cómico, bandeononista, pianista y guionista argentino que brilló durante la época dorada cinematográfica argentina.

## Carrera
Rafael Buono fue un de los primeros pioneros del humorismo argentino. Formó junto a Salvador Striano una famosa dupla cómica musical que enriqueció a la radio y al cine durante los años 1930 y 1940.
Bouno se conoció con Striano de chicos en la escuela primaria. Allí se hicieron amigos y comenzaron actuando juntos en las fiestas infantiles del colegio al que iban. Ya a los más de veinte años de edad, empezaron a actuar en las kermeses de aquellos tiempos.
En 1932 debutaron en la radio en una emisora de la ciudad de Rosario, y en 1936 comenzaron a actuar en radios de Buenos Aires como Radio Odeón.
Buono era además de actor, un excelente bandoneonísta y pianista, elementos que no tardó en combinarlo con su humor. 
Junto con Striano, fueron artistas de Jabón Palmolive durante doce años, empresa que auspició algunos de sus exitosos programas radiales. Trabajaron con  Juan Manuel Andrich.
Ya en esos tiempos actuaron conjuntamente con grandes y consagradas figuras del medio artístico de ese entonces como Libertad Lamarque, Mercedes Simone, y Francisco Canaro.
Este dúo solían cantar parodias, salpicadas con chistes y ponía fin a una actuación con un sketch escrito por el mismo.
Dejaron registro de su comicidad en los filmes La virgencita de madera  de 1937, y Al toque del clarín de 1941. También hicieron varias giras por el interior como Chile y Perú.
Estando en una de sus giras en la provincia de San Juan lo escuchan cantar al actor y cantante Alberto Podestá y lo invitan a que viaje a Buenos Aires donde lo contactarían con importantes figuras del ambiente. En 1943 presentó un show musical en el Cine Teatro Rex.
En teatro además de las docenas de funciones que hizo con Striano, trabajó junto con Augusto Codecá y Rafael Carret  en La casa de los cuervos.
Desde 1964 hasta 1969 trabajó haciendo una dupla con Hugo Pimentel.
Además de desempeñarse como escritor de los diálogos y chistes del dúo, versificó varios tangos y canciones, siendo socio de SADAIC, como por ejemplo el tema Noches de luna cantado por Daniel Álvarez.

## Crimen y condena
Rafael Buono tuvo que pasar por una etapa muy difícil de su vida en la década de 1950, luego de ser acusado por el crimen de su amante locutora llamada Anunciada Incerra. Buono la asesinó a balazos en la zona de Caballito, cuando ella quiso terminar esa relación. Tuvo que cumplir su condena en una prisión común del Penal de Villa Devoto.
Al salir Buono de la cárcel hicieron una segunda aparición con Salvador Striano en la década del '60 como "Los Reyes de la Risa", pero su vigencia fue efímera debido a la poca repercusión.

## Últimos años
Pasó los últimos tres años de su vida trabajando en un Hotel de la calle Sarmiento de Rosario. Trabajaba en Parques y Clubes hasta su repentina muerte en 1970.